# 裏 (論理学)
「p⇒q」という形の命題に対して、命題「￢p⇒￢q」を、元の命題の裏（うら、英: Inverse）という。
ある命題「p⇒q」とその裏「￢p⇒￢q」の真偽は必ずしも一致しない。
しかし、ある命題「p⇒q」の逆「q⇒p」と裏「￢p⇒￢q」とは対偶の関係にあるので、その真偽は一致する。
日常生活では、「ならば」の意味など、裏も必ず真であるような誤謬をすることがある。（前件否定）
推論規則の二重否定の除去「￢￢p ⊢ p」により、裏「￢p⇒￢q」の裏「￢￢p⇒￢￢q」から元の命題「p⇒q」を演繹できる。推論規則の二重否定の導入「p ⊢ ￢￢p」により、元の命題「p⇒q」から裏の裏「￢￢p⇒￢￢q」を演繹できる。したがって、元の命題「p⇒q」とその裏の裏「￢￢p⇒￢￢q」との真偽は一致する。

## 例
- 命題「勝てば官軍」の裏は「勝たなければ官軍でない」である。このとき、「勝つ」か「負ける」かのどちらかだけであり「引き分け」が無い場合、そして「官軍でない者は賊軍である」である場合に、命題「勝てば官軍」とその裏「勝たなければ官軍でない」と命題「負ければ賊軍」との真偽が一致する。
- 命題「机であるならば硬い」の裏は「机でなければ硬くない」である（この場合、明らかに真偽が一致しない[1]）。

## 関連文献
- 前原昭二『記号論理入門』安東祐希 補足（新装版）、日本評論社〈日評数学選書〉、2005年12月。ISBN 978-4-535-60144-4。
- 矢野健太郎『新しい数学』岩波書店〈岩波新書 青版 G-8〉、1966年2月21日。ISBN 4-00-416008-1。